# Kotschya oubanguiensis
Kotschya oubanguiensis es una especie de planta floral del género Kotschya, tribu Dalbergieae, familia Fabaceae.

## Distribución
Se distribuye por República Centroafricana.

## Taxonomía
Fue descrita por (Tisser.) Verdc. y publicada en Kew Bulletin 24: 52 (1970).